# Seznam hromovládců

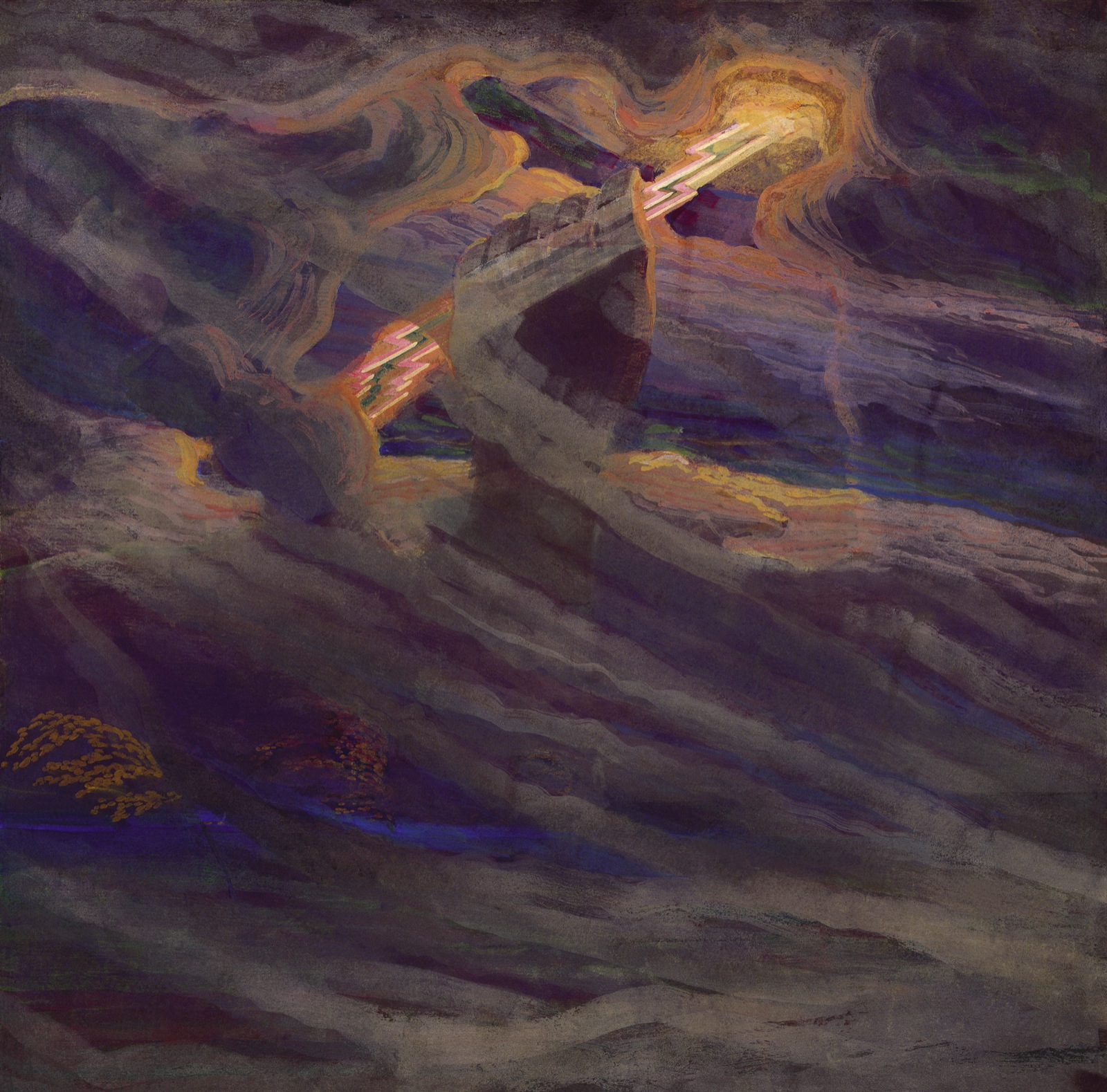
Mikalojus Ciurlionis, Perkunas, 1909

Hromovládce je typ božstva vládnoucího nad bouří, hromem, bleskem a deštěm. Úzce souvisí s postavou nejvyššího nebeského boha, kterému je také přisuzována vláda nad těmito atmosférickými jevy. Podle Mircey Eliadeho je hromovládce jednou ze dvou vývojových linií nebeského božstva, zatímco druhou představuje postava absolutního vládce a strážce zákonů jako je zarathuštristický Ahura Mazda, védský Varuna nebo čínská Nebesa. Oba tyto typy božstev se však mohou prolínat.
Hromovládce často tvoří stejně jako nebeský bůh dvojici s bohyní země a je spojován s býkem, zatímco jeho partnerka s krávou. Jako bůh deště je oplodňovatelem země a obecně dárcem plodnosti.

## Indoevropané

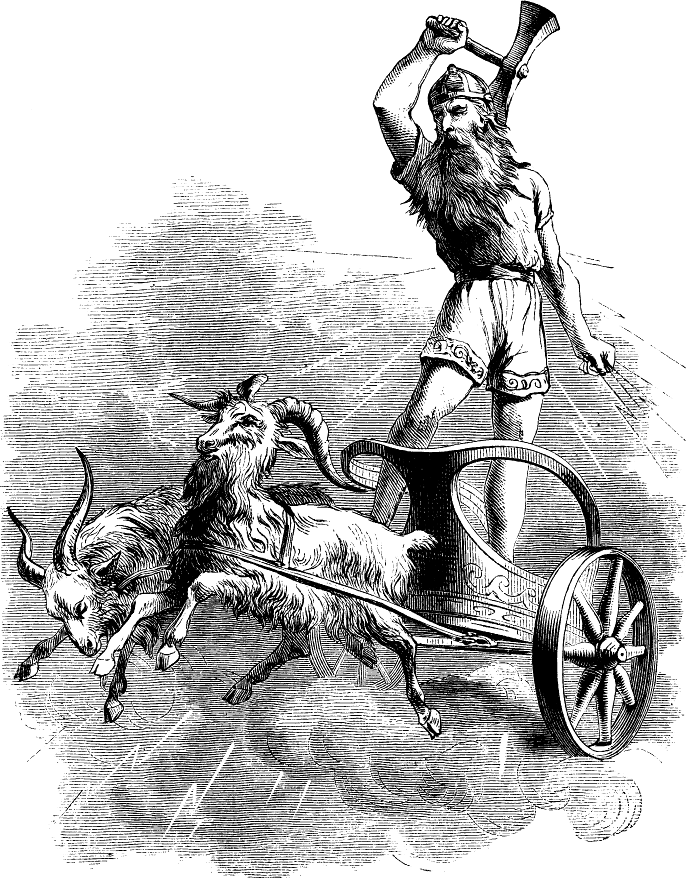
Thór na voze taženém kozly

Rekonstruovaným praindoevropským jménem hromovládce je *Perkwunos vycházející z kořene *perkwu „dub“, což souvisí s zasvěcením tohoto stromu právě hromovládným bohům.
Podle amerického klasického učence Martina L. Westa Praindoevropané znali hromovládce jako samostatné božstvo odlišného od božstva nebes. Nebeské bohy, dědice praindoevropského Djause, jako je řecký Zeus a Jupiter, kteří zaujímají i pozici hromovládce považuje za výsledek pozdějšího vývoje.
Typickým znakem indoevropských hromovládců je jejich zbraň symbolizující hrom a blesk. Jedná se buď o kamennou či kovovou palici, sekeru či kladivo nebo hromovou střelu či blesk. Příklady takových zbraní je Indrova vadžra a Thórův Mjöllni.
Hromovládci jsou protivníky démonických bytostí jako jsou severští jotunové či védští asurové. Společný je jim především mýtus o porážce plazího monstra spojovaného s vodou, v které leží či ji zadržuje. Takovým protivníkem je například védský Vrtra, zarathuštristický Apaoša, řecký Týfón, severský Jormungand.
Podle trojfunkční hypotézy George Dumézila jsou hromovládci typickými představiteli druhé indoevropské funkce, tedy válečnické.

### Formy
Ve slovanské mytologii je hromovládce reprezentován Perunem. S tímto božstev a potažmo vládou nad bouří bývá spojován také Porenut, Prove a také Perperuna či Dodola, dešťový rituál na Balkáně, který je někdy persofinikován.
V baltské mytologii reprezentuje hromovládce litevský Perkūnas a lotyšský Pērkons. Tomuto bohu byla také přisuzována manželka, potomci, bratři a jiní příbuzní kteří nejsou blíže specifikování, ale také jsou spojeni s bouří. V 16. století je také zmiňována Percuna tete, matka hromu a blesku která myje slunce.
V germánské mytologii je reprezentován hromovládce Donarem, jehož známější formou je severský Thór. V severských zdrojích je znám také Fjörgynn, bůh o kterém je známo jen že je otcem bohyně Frigg a jehož jméno vychází z výše uvedeného *Perkwunos a jehož ženská forma zní Fjörgyn, což je jméno matky Thóra.
V řecké mytologii převzal funkci hromovládce původně nebeský bůh Zeus. Možným jménem původní samostatné postavy hromovládce může být Keraunos, což bylo v historické době označení Diovy hromové střely.(s. 243) Dalšími reprezentanty hromu byly kyklopové Brontés, Steropés a Argés, kteří vykovali Diovy hromové střely.
Ve védské mytologii je hromovládce reprezentována především králem bohů Indrou. Kromě nej však byl znám i další hromovládce jménem Pardžanja, spojovaný především s deštěm. S bouří byly spojováni také marutové.
Mezi další indoevropské hromovládce patří:
- Dagda – irská mytologie, sporné[11]
- Gebeleizis – dácká mytologie
- Jupiter – římská mytologie
- Mars – římská mytologie, v této funkci nahrazen Jupiterem[12]
- Perëndi – ilyrská mytologie
- Perkons – thrácká mytologie
- Sucellus – galo-římská mytologie[13]
- Taranis – galská mytologie
- Tarhunna – chetitská mytologie
- Verethragna – zarathuštrismus
- Zbelsurdus – thrácká mytologie

## Evropa
- Horagalles - sámská mytologie
- Tinia – etruská mytologie
- Ukko – finská mytologie

## Asie

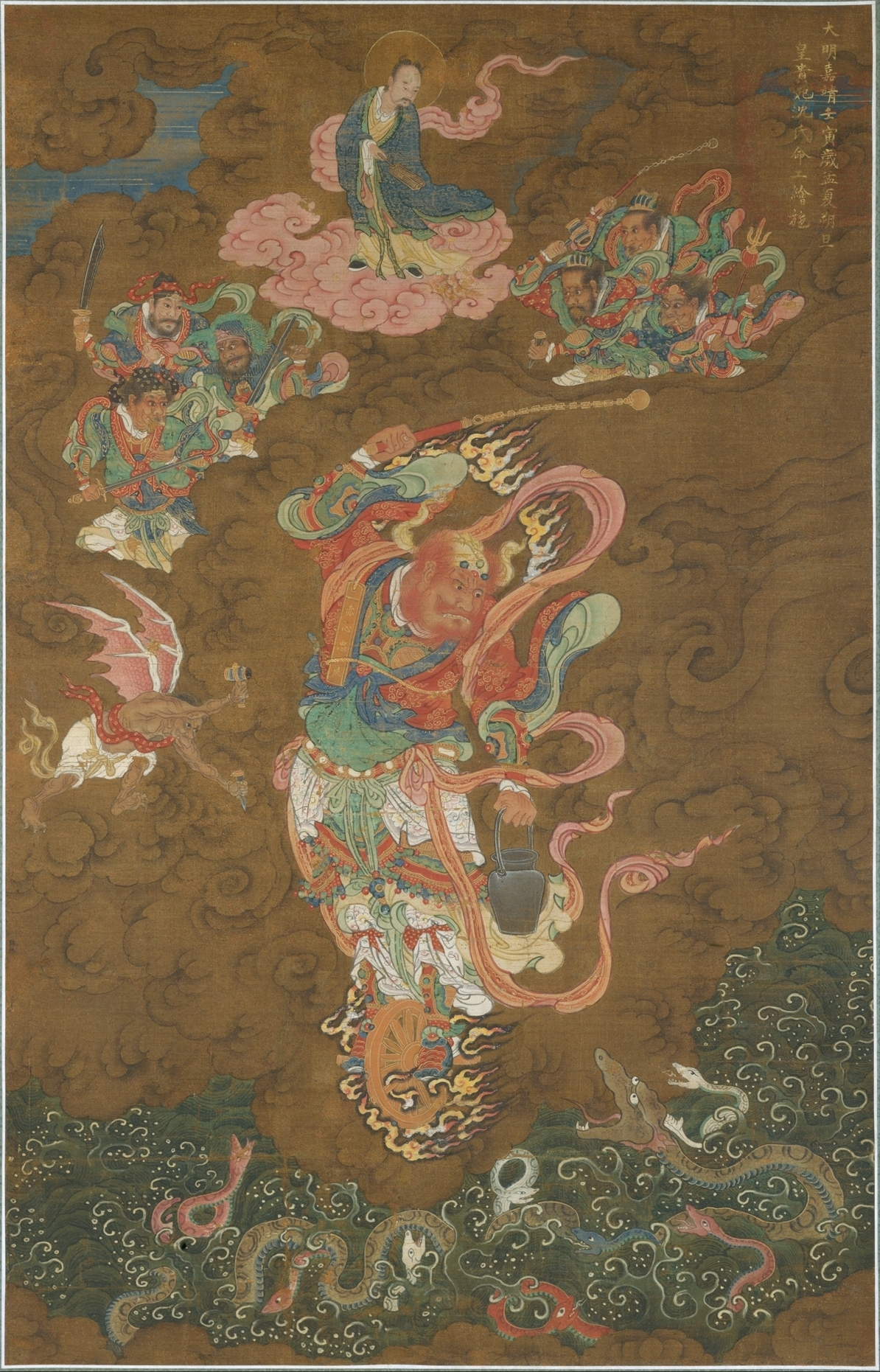
Lej-kung na malbě z roku 1542

- Adad – mezopotámská mytologie
- Hadad – kanaánská mytologie
- Lej-kung – čínská mytologie
- Susanoo – japonská mytologie
- Tešub – churritská mytologie